# Stylopallene tubirostris
Stylopallene tubirostris là một loài nhện biển trong họ Callipallenidae. Loài này thuộc chi Stylopallene. Stylopallene tubirostris được miêu tả khoa học năm 1963 bởi Clark.